# Phenacogrammus ansorgii
Phenacogrammus ansorgii és una espècie de peix de la família dels alèstids i de l'ordre dels caraciformes.

## Morfologia
- Els mascles poden assolir 7,5 cm de longitud total.[4][5]

## Hàbitat
És un peix d'aigua dolça i de clima tropical (24 °C-28 °C).

## Distribució geogràfica
Es troba a Àfrica: el Gabon, Angola, la República Democràtica del Congo i Guinea Equatorial.